# Rio Cotuş
O Rio Cotuş é um rio da Romênia, afluente do Mureş, localizado no distrito de Mureş.